# Liste der Baudenkmale in Rüdnitz
In der Liste der Baudenkmale in Rüdnitz sind alle Baudenkmale der brandenburgischen Gemeinde Rüdnitz aufgelistet. Grundlage ist die Veröffentlichung der Landesdenkmalliste mit dem Stand vom 31. Dezember 2020. Die Bodendenkmale sind in der Liste der Bodendenkmale in Rüdnitz aufgeführt.

## Baudenkmale nach Ortsteilen
In den Spalten befinden sich folgende Informationen:
- ID-Nr.: Die Nummer wird vom Brandenburgischen Landesamt für Denkmalpflege vergeben. Ein Link hinter der Nummer führt zum Eintrag über das Denkmal in der Denkmaldatenbank. In dieser Spalte kann sich zusätzlich das Wort Wikidata befinden, der entsprechende Link führt zu Angaben zu diesem Denkmal bei Wikidata.
- Lage: die Adresse des Denkmales und die geographischen Koordinaten. Link zu einem Kartenansichtstool, um Koordinaten zu setzen. In der Kartenansicht sind Denkmale ohne Koordinaten mit einem roten beziehungsweise orangen Marker dargestellt und können in der Karte gesetzt werden. Denkmale ohne Bild sind mit einem blauen bzw. roten Marker gekennzeichnet, Denkmale mit Bild mit einem grünen beziehungsweise orangen Marker.
- Bezeichnung: Bezeichnung in den offiziellen Listen des Brandenburgischen Landesamtes für Denkmalpflege. Ein Link hinter der Bezeichnung führt zum Wikipedia-Artikel über das Denkmal.
- Beschreibung: die Beschreibung des Denkmales
- Bild: ein Bild des Denkmales und gegebenenfalls einen Link zu weiteren Fotos des Baudenkmals im Medienarchiv Wikimedia Commons

### Rüdnitz
| ID-Nr.   | Lage   | Bezeichnung                                           | Beschreibung | Bild                                                  |
| -------- | ------ | ----------------------------------------------------- | --- | ----------------------------------------------------- |
| 09175377 | (Lage) | Dorfkirche sowie Kirchhofeinfriedung und Leichenhalle | Die evangelische Kirche wurde als frühgotische Feldsteinkirche zwischen 1230 und 1250 erbaut. Während des Dreißigjährigen Krieges wurden Teile der Kirche zerstört. Zu Beginn des 18. Jahrhunderts wurden eine neue Westwand sowie der Turmaufsatz mit Schweifhaube hinzugefügt. Der Altaraufsatz stammt aus dem Anfang des 17. Jahrhunderts, seine ältesten Figuren aber aus dem Jahr 1430. Die Kanzel besteht aus Sandstein und wurde in der Mitte des 16. Jahrhunderts errichtet. | Dorfkirche sowie Kirchhofeinfriedung und Leichenhalle |
| 09175378 | (Lage) | Grabstätte für die Gefallenen der Roten Armee         | Grabstätte für die Gefallenen der Roten Armee auf dem Friedhof in Rüdnitz / Dorfstraße | Grabstätte für die Gefallenen der Roten Armee         |